# Royal Meteorological Society
Société royale de météorologie
La Royal Meteorological Society (RMS) trouve ses origines dans la British Meteorological Society fondée le 3 avril 1850 pour l'avancement des connaissances en météorologie, par l'étude des lois qui gouvernent le climat et des phénomènes météorologiques en général. Elle prit le nom de The Meteorological Society en 1866, quand elle fut reconnue par charte royale, et reçut son nom actuel en 1883 quand la Reine Victoria lui donna le droit d'utiliser le titre royal. En 2012, elle comptait plus de 3 000 membres à travers le monde.

## Membres
Tout qui s'intéresse à la météorologie et aux sciences connexes peut être membre. La Société ne requiert ni âge minimum ni compétences particulières pour les membres associés. Les membres effectifs doivent cependant avoir une formation en météorologie, plus cinq ans d'expérience et être mis présentés par deux autres membres effectifs.

### Avantages réservés aux membres
Les membres effectifs et les associés reçoivent le mensuel Weather. Ils assistent gratuitement aux conférences organisées par la Société et peuvent obtenir des bourses pour voyager ou pour participer à des congrès, ainsi que des prix décernés par la RMS. Les deux types de membres peuvent voter aux assemblées annuelles et extraordinaires de la Société.
Être membre effectif est un sceau de reconnaissance dans la profession météorologique et l'élu peut porter le titre de Fellow of the Royal Meteorological Society (FRMetS). 

### Groupes d'intérêt
La Société héberge différents groupes spéciaux pour lesquels elle organise des conférences et autres activités. Ces groupes sont informels et s'intéressent à des domaines particuliers de la météorologie afin de faciliter les échanges entre spécialistes. Les groupes actuels sont :
- Association des climatologistes britanniques
- Chimie atmosphérique
- Assimilation des données
- Problèmes de dynamique
- Histoire de la météorologie et de l'océanographie physique
- Systèmes d'observation métérorologique
- Processus physiques
- Météorologie et océanographie satellitaire
- Prévision météorologique
- Forum sur les services météorologiques au public

### Publications de la RMS
- (en) « Weather », RMS : mensuel illustré pour spécialistes et amateurs en météorologie ;
- Quarterly Journal of the Royal Meteorological Society : un des principaux journaux scientifiques mondiaux qui présente des articles de recherches originales en météorologie et sciences atmosphériques avec huit numéros par an ;
- Meteorological Applications (en) : un journal pour météorologues d'applications, prévisionnistes et utilisateurs des services météorologiques depuis 1994. Il vise un lectorat plus large et les auteurs doivent en tenir compte dans leurs écrits ;
- International Journal of Climatology (en) : un journal de recherche sur la climatologie (15 volumes par an) ;
- Atmospheric Science Letters (en) : une communication électronique pour de courtes informations.

Toutes ces publications sont disponibles en ligne pour les abonnés.

## Présidents
La liste complète des présidents de la Société est disponible sur son site internet,: 
- 2020-2022 : David Griggs
- 2018-2020 : David Warrilow
- 2016-2018 : Ellie Highwood (en)
- 2014-2016 : Jennie Campbell
- 2012-2014 : Joanna Haigh
- 2010–2012 : Tim Palmer
- 2008–2010 : Julia Slingo
- 2006–2008 : Geraint Vaughan
- 2004-2006 : C.G. Collier
- 1988-1990 : Keith Browning
- 1986-1988 : Richard Scorer
- 1976-1978 : John T. Houghton
- 1968-1970 : John Mason
- 1967-1968 : Kenneth Hare
- 1959-1961 : James Stagg, chief météorologiste pour l'opération Overlord en 1944
- 1949-1951 : Robert Watson-Watt
- 1947-1948 : Gordon Dobson
- 1945-1946 : Gordon Manley
- 1942-1944 : David Brunt
- 1940-1941 : George Simpson
- 1934-1935 : Ernest Gold
- 1932-1933 : Sydney Chapman
- 1926-1927 : Gilbert Walker
- 1920-1921 : Reginald Hawthorn Hooker
- 1918-1919 : Napier Shaw
- 1901-1902 : William Henry Dines
- 1884–1885 : Robert Henry Scott
- 1880-1881 : George James Symons
- 1869-1870 : Charles Vincent Walker
- 1867-1868 : James Glaisher
- 1865-1866 : Charles Brooke
- 1863-1864 : Robert Dundas Thomson
- 1861-1862 : Nathaniel Beardmore
- 1859-1860 : Thomas Sopwith
- 1857-1858 : Robert Stephenson
- 1855-1857 : John Lee
- 1853-1855 : George Leach
- 1850-1853 & 1864 : Samuel Charles Whitbread

## Guide sur la dispersion atmosphérique
En 1995, la Royal Meteorological Society définit une série de guides dans l'utilisation des modèles de dispersion atmosphérique pour promouvoir les meilleurs préceptes mathématiques dans ce domaine. Elle met l'accent sur le choix des procédures, de leur documentation et de la publication des résultats afin de rationaliser l'utilisation des ressources dans cette recherche. Ces guides ne traitent pas de la façon de construire un tel modèle ou quelle formule utiliser, mais offrent plutôt un plan général des pratiques habituelles dans ce domaine.
Le UK Atmospheric Dispersion Modelling Liaison Committee (ADMLC) demandé à la Société pour réviser ces guides depuis 1995 et en 2004, elle publiait une nouvelle version tenant compte des développements dans ce domaine : Guidelines for the Preparation of Dispersion Modelling Assessments for Compliance with Regulatory Requirements – an Update to the 1995 Royal Meteorological Society Guidance. Ce document a été fait en collaboration avec le Defra, l'ADMLC, le UK Dispersion Modelling Users Group (DMUG), l'Université de Manchester et le UK Environment Agency.